# Jørgen Marcussen
Jorgen Marcussen (né le 15 mai 1950 à Hillerød) est un coureur cycliste danois. Professionnel de 1976 à 1989, il a notamment remporté une étape contre-la-montre du Tour d'Italie en 1980, devant Bernard Hinault. Il a également terminé troisième du championnat du monde sur route en 1978, ou encore quatrième du Tour d'Espagne en 1981.

## Palmarès

### Palmarès amateur
- 1967
  - 3e du championnat du Danemark du contre-la-montre juniors
- 1968
  - 3e du championnat des Pays nordiques du contre-la-montre par équipes juniors
- 1970
  -  Champion du Danemark du contre-la-montre par équipes amateurs
- 1972
  - 3e du championnat des Pays nordiques du contre-la-montre par équipes
- 1973
  - Gran Premio Ezio Del Rosso
  - 3e du championnat du Danemark du contre-la-montre amateurs
  - 3e du championnat du Danemark du contre-la-montre par équipes
- 1974
  - Coppa Lombardia
  - 2e du championnat du Danemark du contre-la-montre amateurs
  - 2e du Grand Prix des Nations amateurs
  - 3e du Tour de Bulgarie
- 1975
  -  Champion du Danemark du contre-la-montre amateurs
  - Grand Prix Guillaume Tell :
    - Classement général
    - 6e étape
- 1976
  - Bologna-Passo della Raticosa

### Palmarès professionnel
- 1976
  - 3e du Trophée Baracchi (avec Davide Boifava)
- 1977
  - 3e du Grand Prix des Nations
- 1978
  - 2e du Circuit de Wallonie
  -  Médaillé de bronze du championnat du monde sur route
  - 9e du Grand Prix des Nations
- 1979
  - 2e du Grand Prix de Forli
- 1980
  - 5e étape du Tour d'Italie (contre-la-montre)
  - 3e du Tour d'Émilie
  - 8e du championnat du monde sur route
- 1981
  - 4e du Tour d'Espagne
- 1986
  - Trophée Matteotti
  - 4e étape du Tour du Danemark
  - 2e du CoreStates USPRO Championship
- 1987
  - 2e du championnat du Danemark sur route
- 1988
  - 2e du Trophée Matteotti

## Résultats sur les grands tours

### Tour de France
1 participation
- 1979 : abandon (10e étape)

### Tour d'Italie
6 participations
- 1976 : 37e
- 1977 : 88e
- 1979 : abandon (9e étape)
- 1980 : 33e, vainqueur de la 5e étape (contre-la-montre)
- 1981 : 17e
- 1982 : 32e

### Tour d'Espagne
1 participation
- 1981 : 4e